# Bulletin de la société française d'égyptologie
Le bulletin de la société française d'égyptologie est une revue publiée par la Société française d'égyptologie (SFE). On y trouve le compte rendu des trois réunions annuelles et le texte complet des communications.
Tous les bulletins sont disponibles pour les adhérents au siège de la SFE, Collège de France, place Marcelin-Berthelot, 75231 Paris cedex 05.
Le sommaire de chaque numéro indiqué ci-après permet de connaître les sujets traités.

## Accès direct au numéro
| N° 1juin 1949            | N° 2octobre 1949                | N° 3février 1949                  | N° 4octobre 1950      | N° 5décembre 1950           | N° 6 avril 1951        | N° 7juin 1951               | N° 8novembre 1951         | N° 9février 1952       | N° 10juin 1952                   |
| N° 11octobre 1952        | N° 12février 1953               | N° 13juin 1953                    | N° 14octobre 1953     | N° 15février 1954           | N° 16octobre 1954      | N° 17février 1955           | N° 18juillet 1955         | N° 19octobre 1955      | N° 20février 1956                |
| N° 21juin 1956           | N° 22novembre 1956              | N° 23mai 1957                     | N° 24novembre 1957    | N° 25mars 1958              | N° 26juillet 1958      | N° 27novembre 1958          | N° 28/29mars/juillet 1959 | X                      | N° 30novembre 1959               |
| N° 31mars 1960           | N° 32décembre 1961              | N° 33mars 1962                    | N° 34/35décembre 1962 | X                           | N° 36mars 1963         | N° 37/38décembre 1963       | X                         | N° 39avril 1964        | N° 40juillet 1964                |
| N° 41novembre 1964       | N° 42mars 1965                  | N° 43juillet 1965                 | N° 44décembre 1965    | N° 45avril 1966             | N° 46juillet 1966      | N° 47décembre 1966          | N° 48mars 1967            | N° 49juillet 1967      | N° 50décembre 1967               |
| N° 51mars 1968           | N° 52juillet 1968               | N° 53/54février 1969              | X                     | N° 55juillet 1969           | N° 56novembre 1969     | N° 57mars 1970              | N° 58juin 1970            | N° 59octobre 1970      | N° 60février 1971                |
| N° 61juin 1971           | N° 62 octobre 1971              | N° 63mars 1972                    | N° 64juin 1972        | N° 65octobre 1972           | N° 66mars 1973         | N° 67juin 1973              | N° 68octobre 1973         | N° 69mars 1974         | N° 70/71juin/octobre 1974        |
| X                        | N° 72mars 1975                  | N° 73juin 1975                    | N° 74octobre 1975     | N° 75mars 1976              | N° 76juin 1976         | N° 77octobre 1976/mars 1977 | X                         | N° 79juin 1977         | N° 80octobre 1977                |
| N° 81mars 1978           | N° 82juin 1978                  | N° 83octobre 1978                 | N° 84mars 1979        | N° 85juin 1979              | N° 86octobre 1979      | N° 87/88mars/mai 1980       | X                         | N° 89octobre 1980      | N° 90avril 1981                  |
| N° 91juin 1981           | N° 92octobre 1981               | N° 93mars 1982                    | N° 94juin 1982        | N° 95octobre 1982           | N° 96mars 1983         | N° 97juin 1983              | N° 98octobre 1983         | N° 99mars 1984         | N° 100juin 1984                  |
| N° 101octobre 1984       | N° 102mars 1985                 | N° 103juin 1985                   | N° 104octobre 1985    | N° 105mars 1986             | N° 106juin 1986        | N° 107octobre 1986          | N° 108mars 1987           | N° 109juin 1987        | N° 110octobre 1987               |
| N° 111avril 1988         | N° 112juin 1988                 | N° 113octobre 1988                | N° 114avril 1989      | N° 115juin 1989             | N° 116octobre 1989     | N° 117mars 1990             | N° 118juin 1990           | N° 119octobre 1990     | N° 120mars 1991                  |
| N° 121juin 1991          | N° 122octobre 1991              | N° 123mars 1992                   | N° 124juin 1992       | N° 125octobre 1992          | N° 126mars 1993        | N° 127juin 1993             | N° 128octobre 1993        | N° 129mars 1994        | N° 130juin 1994                  |
| N° 131octobre 1994       | N° 132avril 1995                | N° 133juin 1995                   | N° 134octobre 1995    | N° 135mars 1996             | N° 136juin 1996        | N° 137octobre 1996          | N° 138mars 1997           | N° 139juin 1997        | N° 140octobre 1997               |
| N° 141mars 1998          | N° 142juin 1998                 | N° 143octobre 1998                | N° 144mars 1999       | N° 145juin 1999             | N° 146octobre 1999     | N° 147mars 2000             | N° 148juin 2000           | N° 149octobre 2000     | N° 150mars 2001                  |
| N° 151juin 2001          | N° 152octobre 2001              | N° 153mars 2002                   | N° 154juin 2002       | N° 155octobre 2002          | N° 156mars 2003        | N° 157juin 2003             | N° 158octobre 2003        | N° 159mars 2004        | N° 160juin 2004                  |
| N° 161octobre 2004       | N° 162mars 2005                 | N° 163juin 2005                   | N° 164octobre 2005    | N° 165mars 2006             | N° 166juin 2006        | N° 167octobre 2006          | N° 168mars 2007           | N° 169/170octobre 2007 | X                                |
| N° 171mars 2008          | N° 172octobre 2008              | N° 173mars 2009                   | N° 174juin 2009       | N° 175octobre 2009          | N° 176mars 2010        | N° 177/178juin/octobre 2010 | X                         | N° 179mars 2011        | N° 180juin 2011                  |
| N° 181octobre 2011       | N° 182janvier 2012              | N° 183juin 2012                   | N° 184octobre 2012    | N° 185février 2013          | N° 186/187octobre 2013 | X                           | N° 188février 2014        | N° 189juin 2014        | N° 190octobre 2014               |
| N° 191/192mars/juin 2015 | X                               | N° 193/194novembre 2015/mars 2016 | X                     | N° 195/196juin/octobre 2016 | X                      | N° 197février/juin 2017     | N° 198octobre 2017        | N° 199mars/juin 2018   | N° 200novembre 2018/janvier 2019 |
| N° 201avril/juin 2019    | N° 202octobre 2019/février 2020 | N° 2032020                        | N° 2042021            | N° 2052021                  | N° 206mai 2022         | N° 207novembre 2022         | X                         | X                      | X                                |
| X                        | N° 212mai 2025                  | X                                 | X                     | X                           | X                      | X                           | X                         | X                      | X                                |

## Communications
Le contenu des nos 1 à 150 sont également disponibles en ligne sur le site de la SFE.
Les nos 150 et suivants peuvent aussi être commandés en ligne.

### N° 1 de juin 1949
- Présentation du bulletin ;
- Compte-rendu de l'assemblée générale du mercredi 20 octobre 1948 ;
- Compte-rendu de la séance du lundi 7 mars 1949.

### N° 2 d'octobre 1949
- Les travaux de la mission Montet à Tanis et à Behbeit el-Haggar en 1948 et 1949, par Pierre Montet, professeur au Collège de France ;
- Le martelage des noms royaux éthiopiens et la campagne nubienne de Psametik II, par Jean Yoyotte et Serge Sauneron ;
- À propos des pyramides, par Jean-Philippe Lauer, architecte D.P.L.G. su Service des Antiquités de l'Égypte.

### N° 3 de février 1949
- Aménôthès fils de Hapou à Deir-el-Bahari, par André Bataille, maître de conférences à la Sorbonne ;
- Les grands dieux et la religion officielle sous Séthi Ier et Ramsès II, par Jean Yoyotte, attaché au Cabinet d'égyptologie du Collège de France.

### N° 4 d'octobre 1950
- Hommage à Raymond Weill, par Jacques Vandier, vice-président de la société française d'égyptologie ;
- Survivances pharaoniques dans quelques tissus coptes du Musée du Louvre, par le R.P. du Bourguet ;
- À propos d'un livre récent de Miss Murray sur la civilisation égyptienne, par Jean Sainte Fare-Garnot.

### N° 5 de décembre 1950
- Hommage à Raymond Weill, fouilleur de Kom Dara, par Maurice Pillet ;
- Le grand puits de Deir el-Médineh, 1949-1950, par Bernard Bruyère ;
- Récents travaux à Saqqarah, par Jean-Philippe Lauer.

### N° 6 d'avril 1951
- Un document relatif aux rapports de la Libye et de la Nubie, par Jean Yoyotte ;
- Auxiliaires de chasse du tueur d'oiseaux au bâton de jet, par Maurice Alliot ;
- Quelques découvertes récentes de Tanis, par Pierre Montet.

### N° 7 de juin 1951
- Saint-Antoine et Saint-Paul-du-désert, par Pierre du Bourguet ;
- La tombe d'Ânkhtifi, par Jacques Vandier.

### N° 8 de novembre 1951
- Chefs-d'œuvre peu connus de l'art égyptien dans les collections des États-Unis, par Jean Sainte Fare-Garnot ;
- Aspects et sort d'un thème magique égyptien : les menaces incluant les dieux, par Serge Sauneron.

### N° 9 de février 1952
- Deir el-Médineh, 1950-1951, par Bernard Bruyère ;
- Ostraca et papyrus trouvés à Deir el-Médineh en 1950/51, par Serge Sauneron ;
- Travaux à Saqqarah, par Jean-Philippe Lauer ;
- La campagne de fouilles 1951 à Karnak-nord, par Paul Barguet.

### N° 10 de juin 1952
- Les derniers Hyksôs et la légende d'Io, par Jean Bérard ;
- Sur une statue de babouin et quelques blocs récemment trouvés à Tanis, par Pierre Montet.

### N° 11 d'octobre 1952
- Sur une date du règne de Psamétik I, par E. Cavaignac ;
- Activités de l'égyptologie américaine (en souvenir de Brown University), par Gérard Godron ;
- À propos d'un monument copié par G. Daressy (Contribution à l'histoire littéraire), par Jean Yoyotte ;
- Ptah Patèque et les orfèvres nains, par Pierre Montet.

### N° 12 de février 1953
- Un document sur la vie chère à Thèbes, au début de la XVIIIe dynastie, par Étienne Drioton ;
- La campagne 1951-1952 à Saqqarah, par Jean-Philippe Lauer ;
- Le trône d'une statuette de Pépi Ier trouvé à Dendera, par François Daumas ;
- La reconstitution par Cl. Robichon d'une statue d'Aménophis III à Karnak-nord, par Paul Barguet ;
- Le XVIIIe Congrès International des Orientalistes, par Jean Leclant.

### N° 13 de juin 1953
- Une suggestion à propos d'un godet d'albâtre, par Alain Riottot ;
- La datation des tissus coptes, par Pierre du Bourguet ;
- La peinture de portraits romano-égyptiens, par Étienne Coche de La Ferté.

### N° 14 d'octobre 1953
- Rapport sur une mission en Cyrénaïque, mars-avril 1953, par Pierre Montet ;

### N° 15 de février 1954
- Travaux et découvertes à Saqqarah (Campagne 1952-53), par Jean-Philippe Lauer ;
- Les monnaies de nomes en Égypte romaine, par Jacques Schwartz.

### N° 16 d'octobre 1954
- Une liste de rois de la IVe dynastie dans l'ouadi Hammamat, par Étienne Drioton ;
- Reconstitution des calendriers égyptiens anciens, par André Pochan.

### N° 17 de février 1955
- Notes sur l'activité archéologique en Égypte durant la saison 1953/1954, par Jean Sainte Fare Garnot ;
- Conséquences des travaux du professeur Parker pour la chronologie des XIVe et XIIIe siècle, par E. Cavaignac.

### N° 18 de juillet 1955
- Les travaux du Service des Antiquités à Saqqarah, campagne 1953, par Jean-Philippe Lauer ;
- Les découvertes de Karnak en 1953-1954 par Henri Chevrier.

### N° 19 d'octobre 1955
- Scarabée de la collection Gurewich, par Étienne Drioton.

### N° 20 de février 1956
- Un aspect religieux du Grand Majordome de la Divine Adoratrice, par Paul Barguet ;
- Les temples de Nubie et leur destin, par Christiane Desroches Noblecourt.

### N° 21 de juin 1956
- Égypte-Afrique : Quelques remarques sur la diffusion des monuments égyptiens en Afrique, par Jean Leclant ;
- Un thème égyptien dans un poème goliardique du Moyen Âge chrétien, par M. Stracmans, professeur à l'université de Bruxelles.

### N° 22 de novembre 1956
- Travaux à Saqqarah et à Karnak (décembre 1954 - mai 1956), par Jean-Philippe Lauer.

### N° 23 de mai 1957
- Le tombeau d'Ousirmare Chechanq fils de Bastit (Chechanq III) à Tanis, par Pierre Montet ;
- Nouvelles d'Égypte et de Nubie, par Christiane Desroches Noblecourt.

### N° 24 de novembre 1957
- Une allusion égyptienne à la légende de Rhéa rapportée par Plutarque, par Étienne Drioton ;
- Cinq années de recherches épigraphiques en Égypte, par Serge Sauneron.

### N° 25 de mars 1958
- Bible et égyptologie : la fonction de Potiphar, par J. Vercote ;
- Promenade à travers les sites anciens du delta, par Jean Yoyotte.

### N° 26 de juillet 1958
- Amon avant la fondation de Thèbes, par Étienne Drioton ;
- Les mammisis d'Égypte et de Nubie, par François Daumas.

### N° 27 de novembre 1958
- Un pionnier méconnu de l'égyptologie : le Comte Louis de Vaucelles (1798-1853), par Pierre du Bourguet ;
- Recherches d'épigraphie grecque à Abou-Simbel (Nubie), par André Bernand.

### N° 28/29 de mars/juillet 1959
- Les tombeaux de la vallée des Rois avant et après l'hérésie amarnienne, par Alexandre Piankoff ;
- Le char dans la glyptique égyptienne, par Étienne Drioton ;
- Quelques monuments peu connus de l'art égyptien dans les collections du Japon, par Jean Leclant.

### N° 30 de novembre 1959
- Les recherches archéologiques de l'université égyptienne à Tounah el-Gebel, nécropole d'Hermopolis, par Sami Gabra ;
- Variantes dans les légendes d'Osiris et d'Horus, par Étienne Drioton.

### N° 31 de mars 1960
- De la Grèce classique à l'Égypte hellénistique, par Claire Préaux ;
- Le talisman de la victoire d'Osorkon, par Jean Yoyotte.

### N° 32 de décembre 1961
- Souvenirs sur Étienne Drioton, par Jean Sainte Fare Garnot ;
- Le voyage de Jean-Nicolas Huyot en Égypte (1818-1819) et les manuscrits de Nestor Lhote, par Jean Leclant ;
- La légende des sept propos de Methyer au temple d'Esna, par Serge Sauneron.

### N° 33 de mars 1962
- La date du sphinx A23 du Louvre, par Pierre Montet ;
- Travaux récents à Saqqarah et dans la région memphite, par Jean-Philippe Lauer.

### N° 34/35 de décembre 1962
- La théorie des trois cycles de l'histoire égyptienne antique, par Jacques Pirenne ;
- Considérations sur la cohérence des documents de droit égyptien, par Aristide Théodoridès ;
- Le régime des terres et l'évolution sociale dans l'Égypte lagide, par Roger Rémondon ;
- Sur les fouilles de Soleb 1961-1962, par Jean Sainte-Fare Garnot ;
- Lettre inédite de Nestor Lhote : portrait de Méhémet Ali en 1838, présentée par J. Vandier d'Abbadie ;
- Souvenirs sur Étienne Drioton (II), par Jean Sainte-Fare Garnot.

### N° 36 de mars 1963
- In memoriam : Jean Sainte Fare Garnot (1908-1963) ;
- Les momies dans la religion bouddhique en Extrême-Orient, par Rolf A. Stein ;
- La collection égyptienne du musée des beaux-arts de Budapest, par Édith Varga.

### N° 37/38 de décembre 1963
- Aperçu sur les fouilles et recherches en Nubie soudanaise (campagne 1962-1963), par Jean Leclant ;
- Deux mois de fouilles à Mirgissa en Nubie soudanaise, par Jean Vercoutter ;
- Travaux effectués à Saqqarah dans l'hiver 1962-1963, par Jean-Philippe Lauer ;
- Journal d'un voyage en Basse-Nubie de Linant de Bellefonds, présenté par Jean Vercoutter.

### N° 39 d'avril 1964
- La collection égyptienne de Grenoble, par Gabrielle Kuény, conservateur du Musée de Grenoble ;
- La « chapelle » blanche de Sésostris Ier, par Henri Chevrier.

### N° 40 de juillet 1964
- Nouvelles fouilles de Mirgissa (campagne 1963-1964), par Jean Vercoutter ;
- Travaux à Saqqarah et à Tomas (Nubie) - (novembre 1963 - mars 1964), par Jean-Philippe Lauer.

### N° 41 de novembre 1964
- L'œuvre de la société d'études historiques et géographiques de l'isthme de Suez de 1946 à 1956, par Jean-Édouard Goby, ingénieur civil des Ponts et Chaussées ;
- Journal d'un voyage en Basse-Nubie de Linant de Bellefonds (suite) : Retour de Ouadi-Halfa au Caire (juin-juillet 1822), Mrs Shinnie.

### N° 42 de mars 1965
- Recherches archéologiques à Tomas en 1961 et 1964, par Jean Leclant ;
- Perspectives sur l'Exode, par Henri Cazelles ;
- Cléopâtre était-elle laide ?, par France Le Corsu.

### N° 43 de juillet 1965
- Fouilles de Mirgissa (1964-1965), par Jean Vercoutter ;
- Travaux dans la nécropole de Saqqarah (campagne 1964-1965), par Jean-Philippe Lauer.

### N° 44 de décembre 1965
- Deux portraits gréco-égyptiens de la glyptothèque NY-Carlsberg, par O. Koefoed-Petersen ;
- Un fragment inédit de la pierre de Palerme, par J. L. de Cenival.

### N° 45 d'avril 1966
- Contribution saharienne à l'étude de questions intéressant l'Égypte ancienne, par le général Paul Huard ;
- Une description inédite d'Abou-Simbel : le manuscrit du colonel Straton, présentation par France Le Corsu.

### N° 46 de juillet 1966
- Un retour à Tanis (avril-mai 1965), par Jean Yoyotte ;
- Récentes recherches à la pyramide de Téti, à Saqqarah, par Jean Leclant ;
- Réflexions sur la décoration des pylônes, par Philippe Derchain.

### N° 47 de décembre 1966
- La répudiation de la femme en Égypte et dans les droits orientaux anciens, par A. Théodoridès ;
- Travaux dans la nécropole de Saqqarah (campagne 1965-1966), par Jean-Philippe Lauer.

### N° 48 de mars 1967
- La technique au service de l'art dans la tapisserie copte, par P. du Bourguet ;
- Alexandrie et son cordon ombilical, par André Bernand.

### N° 49 de juillet 1967
- État des recherches à Mirgissa, par Jean Vercoutter ;
- L'ophtalmologie dans l'ancienne Égypte, par le docteur M.-A. Dolleus.

### N° 50 de décembre 1967
- Les études méroïtiques. État des questions, par Jean Leclant ;
- Les papyrus d'Abousir, par P. Posener-Krieger.

### N° 51 de mars 1968
- Vingt ans d'acquisitions du département des antiquités égyptiennes du musée du Louvre, par J.-L. de Cenival ;
- Un oratoire pompéien consacré à Dionysos-Osiris, par France Le Corsu.

### N° 52 de juillet 1968
- Six années de fouilles à Mirgissa, par Jean Vercoutter ;
- Travaux et recherches à Saqqarah (campagnes 1966-67 et 1967-68), par Jean-Philippe Lauer.

### N° 53/54 de février 1969
- Le nouveau site d'Abou Simbel et son petit temple, par Christiane Desroches Noblecourt ;
- Le temple du sphinx à Giza et les deux axes du monde égyptien, par S. Schott ;
- Le dieu Sérapis et le genius de Messalla, par Pierre Grimal.

### N° 55 de juillet 1969
- Les fouilles de Tabo (1965-1969), par Charles Maystre ;
- Les datations dans l'Égypte ancienne ; leur exploitation chronologique, par André Pochan.

### N° 56 de novembre 1969
- Hommage à Frédéric Cailliaud, de Nantes (1787-1869), par Jean Leclant ;
- Travaux et découvertes à Saqqarah (Campagne 1968-1969), par Jean-Philippe Lauer ;
- Les Cariens en Égypte, par Olivier Masson.

### N° 57 de mars 1970
- Les objets sacrés d'Hathor au temple de Dendara, par François Daumas ;
- Quatre années de recherches sur Tanis (1966-1969), par Jean Yoyotte.

### N° 58 de juin 1970
- Recherches à la pyramide de Pépi Ier (Saqqarah, 1966-1970), par Jean Leclant ;
- Nouvelles fouilles de Saï (Soudan nilotique), par Jean Vercoutter.

### N° 59 d'octobre 1970
- Monastères coptes de Moyenne Égypte, par Jean Doresse ;
- Quelques exemples du type du « parvenu » dans l'Égypte ancienne, par Pascal Vernus.

### N° 60 de février 1971
- La sépulture du père divin Psamétik, fils de la dame Sbarekhy, par Jean Yoyotte ;
- Les Chypriotes en Égypte, par Olivier Masson.

### N° 61 de juin 1971
- Les fouilles récentes en Égypte de l'université de Rome, par Sergio Donadoni ;
- La décoration extérieure du pronaos du temple d'Edfou, par Paul Barguet.

### N° 62 d'octobre 1971
- Les monuments égyptiens et égyptisants de Paris, par Jean Humbert ;
- Travaux et découvertes à Saqqarah (1970-1971), par Jean-Philippe Lauer.

### N° 63 de mars 1972
- Informatique et archéologie, par R. Ginouvès ;
- Description et analyse d'antiquités égyptienne par l'informatique, par Dietrich Wildung ;
- Utilisation de l'ordinateur pour l'établissement d'un index de citations. Application aux textes des pyramides, par Claude Crozier-Brelot ;
- L'enregistrement par l'informatique du répertoire d'épigraphie méroïtique, par Jean Leclant.

### N° 64 de juin 1972
- L'expédition franco-toscane en Égypte et en Nubie (1828-1829) et les antiquités égyptiennes d'Italie, par Edda Bresciani ;
- Les adoratrices de la troisième période intermédiaire. À propos d'un chef-d'œuvre rapporté d'Égypte par Champollion, par Jean Yoyotte.

### N° 65 d'octobre 1972
- Jean-François Champollion et l'Italie, par Silvio Curto ;
- Jacques-Joseph et Jean-François Champollion, la naissance d'un génie, par Ch. O. Carbonell.

### N° 66 de mars 1973
- Travaux archéologiques dans l'Assassif (1970-1972), par Herman de Meulenaere ;
- Travaux du premier Institut d'Égypte (1798-1801), par J.-E. Goby.

### N° 67 de juin 1973
- Le Centre franco-égyptien d'étude des temples de Karnak ; six ans d'activité, par Jean Lauffray ;
- Réflexions sur la topographie et la toponymie de la région du Caire, par Jean Yoyotte.

### N° 68 d'octobre 1973
- À propos d'un militaire égyptien de la période romaine, par P. du Bourguet ;
- De la divinité dans le droit pharaonique, par Schafik Allam.

### N° 69 de mars 1974
- Le mastaba de Néferirtenef, par Baudouin Van de Walle ;
- Maya, l'amateur de statues. À propos de trois statues fameuses du musée de Leyde et d'une sépulture oubliée à Saqqarah, par Hans D. Schneider.

### N° 70/71 de juin/octobre 1974
- La mère d'Apis : fouilles récentes de l'Egypt Exploration Society à Saqqara-Nord, par H. S. Smith ;
- État des recherches à Saï, par Jean Vercoutter ;
- Prêtres et cultes thébains à la lumière de documents égyptiens et grecs, par Jan Quaegebeur.

### N° 72 de mars 1975
- L'obélisque Albani (à Munich) avant son transfert à Paris, par H. W. Müller ;
- Les dimensions du temple d'Edfou et leur signification, par Paul Barguet.

### N° 73 de juin 1975
- Objectivité des portraits égyptiens, par Claude Vandersleyen ;
- Projet « Pount » : essai de reconstitution d'un navire et d'une navigation antiques, par A. Gil-Artagnan ;
- Les Sementiou et l'exploitation des régions minières à l'Ancien Empire, par Jean Yoyotte.

### N° 74 d'octobre 1975
- État présent des études nubiennes, par Jean Leclant ;
- Contribution à l'Histoire de la cachette royale de Deir-el-Bahari, par Michel Dewachter.

### N° 75 de mars 1976
- Le prétendu « sanctuaire de Karnak » selon Budge, par Thomas Garnet Henry James ;
- Le rôle des femmes dans le clergé d'Amon à la 18e dynastie, par Michel Gitton.

### N° 76 de juin 1976
- À propos de la toile funéraire peinte trouvée récemment à Saqqara, par Edda Bresciani ;
- Les graffites coptes de Bagawat (oasis de Kharga) ; remarques préliminaires, par G. Roquet.

### N° 77/78 d'octobre 1976/mars 1977
- Le tombeau d'Horemheb à Saqqarah, par Geoffrey T. Martin ;
- Recherches à la pyramide de Pépi Ier à Saqqarah (1972-1976), par Jean Leclant ;
- « Osorkon fils de Mehytouskhé », un pharaon oublié, par Jean Yoyotte ;
- Le sistre Strozzi (à propos des objets cultuels isiaques en Italie), par Nicole Genaille.

### N° 79 de juin 1977
- Découvertes récentes au Soudan : la fouille d'el Kadada, par Francis Geus ;
- L'ibis, Thot et la coudée, par Alain-Pierre Zivie.

### N° 80 d'octobre 1977
- La mission de L. Méhédin en Égypte (1861), par Marc-Adrien Dollfus ;
- Entre Thèbes et Erment : le temple de Deir Chellouit, par Christiane Zivie-Coche.

### N° 81 de mars 1978
- Fouilles et travaux de l'université de Tel-Aviv. Découvertes égyptiennes récentes, par Raphaël Giveon ;
- La porte de Tibère à Médamoud. L'histoire d'une publication, par Dominique Valbelle.

### N° 82 de juin 1978
- La succession de Toutânkhamon, par Robert Hari ;
- Cléopâtre-Isis, par France Le Corsu.

### N° 83 d'octobre 1978
- L'opération Ramsès II. Contribution des laboratoires à l'égyptologie, par Lionel Balout, directeur de l'institut de paléontologie humaine et Colette Roubet, sous-directeur du laboratoire de préhistoire au muséum national d'histoire naturelle ;
- La pyramide « ruinée » de Saqqara-Nord et Menkaouhor, par J. Berlandini.

### N° 84 de mars 1979
- La fouille du mastaba V de Balat (oasis de Dakhleh), par Michel Valloggia ;
- Une tombe d'époque amarnienne à Saqqarah, par Alain-Pierre Zivie ;
- La cour à péristyle de Thoutmôsis IV à Karnak, par Bernadette Letellier.

### N° 85 de juin 1979
- Douch arraché aux sables, par Pascal Vernus ;
- Manifestations de piété personnelle à Karnak, par Claude Traunecker, centre franco-égyptien de Karnak.

### N° 86 d'octobre 1979
- Bilan du IIe Congrès international des égyptologues. Grenoble, 10-15 septembre 1979, par Jean Leclant ;
- De l'usage du relief dans le creux à l'époque ramesside, par Claude Vandersleyen.

### N° 87/88 de mars/mai 1980
- Comment les Égyptiens écrivaient un traité de la royauté, par Philippe Derchain ;
- À propos de deux groupes monumentaux de Karnak, par Michel Dewachter ;
- Les mésaventures du conjurateur de Serket Onnophris et de son tombeau, par Frédérique Von Kaenel ;
- Une monumentale litanie de granit. Les Sekmet d'Aménophis III et la conjuration permanente de la Déesse dangereuse, par Jean Yoyotte.

### N° 89 d'octobre 1980
- Scènes de vendanges : une tapisserie d'époque romaine, par Marie-Hélène Rutschowscaya ;
- Le dégagement de la tombe de Ta-Nedjemy. Une contribution à l'histoire de la vallée des Reines, par Christian Leblanc.

### N° 90 d'avril 1981
- Humanité d'Auguste Mariette, par Jacques Cassar, secrétaire général du Comité du centenaire de la mort de Mariette Pacha ;
- Une découverte inédite de Mariette, les bronzes du sérapéum, par Christiane Ziegler.

### N° 91 de juin 1981
- Les recherches archéologiques de l'Institut Tchécoslovaque d'égyptologie à Abousir, par Miroslav Verner ;
- « Per-Merou » (Kommir) et le district de la gazelle dans le IIIe nome de Haute-Égypte, par Mohamed el-Saghir et Dominique Valbelle.

### N° 92 d'octobre 1981
- Cinq années de fouilles de l'IFAO dans les oasis, par Jean Vercoutter ;
- Le général Djéhouty et la perception des tribus syriens. Causerie au sujet d'un objet égaré, par Jean Yoyotte.

### N° 93 de mars 1982
- Les nouvelles fouilles de Tôd. Résultats généraux des quatre premières saisons de recherche - Printemps 1980 - Automne 1981, par Christiane Desroches Noblecourt ;
- Les « têtes dorées » de la nécropole de Douch, par Françoise Dunand.

### N° 94 de juin 1982
- Les Manichéens en Égypte, par Michel Tardieu ;
- Du Ve millénaire avant J.-C. à l'époque méroïtique : les dernières fouilles au Soudan nilotique, par Francis Geus.

### N° 95 d'octobre 1982
- Dans les pas de Champollion en Égypte et en Nubie, par Jean Vercoutter ;
- Champollion et l'Académie, par Robert Marichal ;
- Champollion et le Collège de France, par Jean Leclant ;
- Champollion et le Musée du Louvre, par Pierre Quoniam ;
- Champollion et les études coptes, par Pierre du Bourguet ;
- Champollion et le panthéon égyptien, par Jean Yoyotte.

### N° 96 de mars 1983
- Les débuts de la domestication des plantes et des animaux dans les pays du Nil, par Lech Krzyzaniak ;
- La Moyenne-Égypte : méthodes d'investigation bibliographiques et priorités, par Thierry Zimmer.

### N° 97 de juin 1983
- Les travaux de la mission de peintures coptes à St-Antoine, par Paul Van Moorsel ;
- La main dans les objets égyptiens : approche archéologique d'une structure symbolique, par Claude Sourdive.

### N° 98 d'octobre 1983
- Apis et la Menat, par Jan Quaegebeur ;
- Trois saisons à Saqqarah : les tombeaux du Bubastéïon, par Alain-Pierre Zivie.

### N° 99 de mars 1984
- Les papyrus de Turin, par Alessandro Roccati ;
- La chapelle de Séthi Ier. Nouvelles découvertes : les déesses Ṯsmt et Mn-nfr, par Jocelyne Berlandini.

### N° 100 de juin 1984
- Les fouilles du musée du Louvre à Tôd en 1982-1983, par Christiane Desroches Noblecourt ;
- Les courtisans de Psousennès et leurs tombes de Tanis, par Frédérique Von Kaenel.

### N° 101 d'octobre 1984
- Kom Ombo et son relief cultuel, par Adolphe Gutbub ;
- Exploitation des manuscrits d'un égyptologue du XIXe siècle : Prisse d'Avennes, par Michel Dewachter

### N° 102 de mars 1985
- Nouveaux aspects de la femme en Égypte pharaonique. Résultats scientifiques d'une exposition, par Dietrich Wildung ;
- L'industrie lithique en Égypte : à propos des fouilles de ˁAin-Asil (oasis de Dakhla), par Béatrix Midant-Reynes.

### N° 103 de juin 1985
- Un instrument politique original : la « Belle fête de pḥ-nṯr » des rois-prêtres de la XXIe dynastie, par Jean-Marie Kruchten ;
- L'Égypte dans les musées, châteaux, bibliothèques et sociétés savantes de province, par Michel Dewachter.

### N° 104 d'octobre 1985
- Objets peu connus du musée de Turin, par Anna Maria Donadoni-Roveri ;
- Les acquisitions du musée Charles X, par Monique Kanawaty.

### N° 105 de mars 1986
- Le Livre des Morts au Nouvel Empire au musée de Leyde, par Heerman van Voos ;
- Prologue à un corpus des stèles royales de la XXVIe dynastie, par Olivier Perdu.

### N° 106 de juin 1986
- Les récentes découvertes au Ramesseum, par F. Hassanein, G. Lecuyot, A.-M. Loyrette, Monique Nelson ;
- Présentation des stèles nouvellement découvertes au Sérapeum, par Mohammed Ibrahim Aly, Ramzy Nageb, Didier Devauchelle, François-René Herbin.

### N° 107 d'octobre 1986
- Aménophis IV et Néfertiti. Le couple royal d'après les talatates du IXe pylône de Karnak, par Claude Traunecker.

### N° 108 de mars 1987
- L'enfant dans la peinture thébaine, par Arpag Mekhitarian ;
- L'obélisque de la place de la Concorde, par Bernadette Menu.

### N° 109 de juin 1987
- Maghara 2 : un site prédynastique près du temple de Dendera, par Béatrix Midant-Reynes ;
- Travaux de la mission de l'université de Genève sur le site de Kerma (Soudan, province du nord), par Charles Bonnet ;
- Entre l'Égypte et la Palestine, Tell el-Herr, par Dominique Valbelle.

### N° 110 d'octobre 1987
- De nouvelles découvertes au Ouâdi Hammâmât, chronique de Annie Gasse ;
- Adolph Gutbub 1915-1987, hommages par Danielle Bocquillon et Jean-Claude Goyon ;
- Quelques jalons pour une histoire de la peinture thébaine, par Nadine Cherpion ;
- Panorama de quatre siècles d'égyptomanie, par Jean-Marcel Humbert.

### N° 111 d'avril 1988
- La presse égyptienne, chronique par Myriam Wissa ;
- Les deux jeunesses d'Amenhotep III, par Claude Vandersleyen ;
- Nouveaux documents relatifs à l'expédition franco-toscane en Égypte et en Nubie (1828-1829), par Michel Dewachter.

### N° 112 de juin 1988
- Georges Posener (1906-1988), nécrologie ;
- Découverte de l'ancienne Égypte, conférence d'octobre 1986 de Georges Posener ;
- Les mystères d'Osiris à Dendera. Interprétation des chapelles osiriennes, par Sylvie Cauville ;
- Les mines de galène pharaoniques du Gebel el-Zeit (Égypte), par Georges Castel et Georges Soukiassian.

### N° 113 d'octobre 1988
- À la quête des pyramides des reines de Pépi Ier, par Jean Leclant ;
- Eduard Toda, diplomate espagnol, érudit catalan et égyptologue du XIXe siècle, par Josep Pradô.

### N° 114 d'avril 1989
- Baudouin van de Walle, nécrologie ;
- Pierre du Bourguet, nécrologie ;
- Le roi Mer-Djefa-Rê et le dieu Sopdou. Un monument de la XIVe dynastie, par Jean Yoyotte ;
- Les chapelles des gouverneurs de l'oasis et leurs dépendances (fouilles de l'IFAO à Balät-ˁAyn Asïl, 1985-9), par Laure Pantalacci.

### N° 115 de juin 1989
- « Voir » Dieu. Quelques observations au sujet de la fonction des sens dans le culte et la dévotion de l'Égypte ancienne, par Dirk Van der Plast ;
- Karnak avant Karnak : les constructions d'Aménophis Ier et les premières liturgies amoniennes, par Catherine Graindorge et Philippe Martinez.

### N° 116 d'octobre 1989
- Nouvelles fouilles de l'IFAO dans la nécropole de Qila el-Dabba (Balat) : le dégagement du mastaba de Pépi-Ima, par Michel Valloggia ;
- Le trésor funéraire du vizir Aper-El, par Alain-Pierre Zivie.

### N° 117 de mars 1990
- Recherches sur l'Égypte prédynastique : les nouvelles fouilles de l'IFAO à Adaïma, par Béatrix Midant-Reynes.

### N° 118 de juin 1990
- Trône et Dieu : aspect du symbolisme royal et divin des temps archaïques, par John R. Baines ;
- Neshor à Mendès sous Apriès, par Olivier Perdu.

### N° 119 d'octobre 1990
- De Jean-François à Angelica, le 6 décembre 1827 : la lettre retrouvée. Un nouveau portrait de Champollion à Pise, par Edda Bresciani ;
- Thomas Young et le monde de Champollion, par John Ray, Cambridge ;
- Les espaces de l'écrit dans l'Égypte pharaonique, par Pascal Vernus.

### N° 120 de mars 1991
- Le cycle du Nil ; aspects administratifs à l'époque gréco-romaine, par Danielle Bonneau ;
- Les têtes magiques de Gizeh, par Roland Tefnin, Bruxelles.

### N° 121 de juin 1991
- À la recherche de Bérénice Pancrisia dans le désert oriental nubien, par Alfredo et Angelo Castiglioni et Giancarlo Negro.

### N° 122 d'octobre 1991
- Harpocrate, la tortue et le chien. Contribution à l'iconographie du fils d'Isis, par Michel Malaise ;
- Thoutmôsis IV à Karnak. Hommage tardif rendu à un bâtisseur malchanceux, par Béatrice Letellier.

### N° 123 de mars 1992
- Le tombeau de Nefersekherou à Zawyet Sultan, par Jürgen Osing, Berlin ;
- Le temple d'Isis à Dendera, par Sylvie Cauville.

### N° 124 de juin 1992
- Une annonciation faite à Marie au monastère des Syriens (une découverte de l'IFAO en mai 1991), par Paul Van Moorsel ;
- Le profane et le sacré dans l'art rupestre saharien, par Alfred Muzzolini.

### N° 125 d'octobre 1992
- Métamorphoses d'une reine : la tête berlinoise de Tiyi, par Dietrich Wildung ;
- Egypt's Dazzling Sun, Amenhotep III and his World ; Cleveland, par E. Delange.

### N° 126 de mars 1993
- Aper-el, Taouret et Houy : la fouille et l'enquête continuent, par Alain-Pierre Zivie ;
- Fouille et restauration de bijoux nouvellement découvert dans le matériel de la chambre funéraire d'Aper-el, par Valérie Looten-Lacoudre ;
- L'étude anthropologique et paléopathologique des restes du vizir Aper-el et de sa famille : premiers résultats, par Eugène Strouhal, Prague ;
- La radiographie des ossements retrouvés dans la chambre funéraire du vizir Aper-el, par Roger Lichtenberg.

### N° 127 de juin 1993
- Les antiquités égyptiennes de la collection Charles Bogaert, par H. de Meulenaere ;
- Fouilles et préservation. Quelques éléments de réflexion, par Nicolas Grimal ;
- Le conduit sud de la chambre de la reine dans la pyramide de Khéops, par Jean Kerisel.

### N° 128 d'octobre 1993
- L'Égypte ancienne et ancien testament : aperçus nouveaux, par Kenneth Anderson Kitchen ;
- Égyptomania : propos sur une exposition, par Christiane Ziegler et Jean-Marcel Humbert.

### N° 129 de mars 1994
- Le survey de Memphis : état des recherches archéologiques et épigraphiques, par Lisa Giddy, Le Caire ;
- Cryptes connues et inconnues des temples tardifs, par Claude Traunecker.

### N° 130 de juin 1994
- Le complexe funéraire de Radjedef à Abou-Roasch : état de la question et perspectives de recherches, par Michel Valloggia ;
- À propos de la date et de l'origine du trésor de Tôd, par Geneviève Pierrat ;
- Analyse du trésor de Tôd, par Michel Menu, laboratoire de recherche des musées de France.

### N° 131 d'octobre 1994
- 24 août 394 - 24 août 1994 : 1600 ans, par Didier Devauchelle ;
- Le passé, le présent et l'avenir de la collection égyptienne de Budapest, par E. Varga, Budapest ;
- Un archétype de relief cultuel en Égypte ancienne, par Didier Devauchelle.

### N° 132 d'avril 1995
- Témoignage de l'urbanisation de la côte méditerranéenne de l'Égypte à l'époque hellénistique et romaine à la lumière des fouilles de Marina el-Alamein, par W.-A. Daszewski ;
- Les niveaux hellénistiques de Tell el-Herr, par Dominique Valbelle.

### N° 133 de juin 1995
- La topographie urbaine de Kerma, par Charles Bonnet, archéologue cantonal, Genève ;

### N° 134 d'octobre 1995
- La collection égyptienne du Cleveland Museum of Art, par M. Lawrence, M. Berman ;
- Cortège funéraire de la fin XVIIIe dynastie à Saqqara, par Jocelyne Berlandini-Keller ;
- Les Chechanquides : Qui, combien ? , par Mlle M.-A. Bonhême (communication présentée à la séance de juin 1995).

### N° 135 de mars 1996
- A Citadell of Ahmose in Avaris - New Discoveries from Tell el-Dab'a, par le professeur Dr. Manfred Bietak ;
- L'image du Noir dans l'Égypte ancienne, par le professeur Jean Vercoutter.

### N° 136 de juin 1996
- Les périodes whm mswt dans l'histoire de l'Égypte : un essai comparatif, par Andrzej Niwiński, université de Varsovie ;
- Le temple de Montou n'était pas un temple à Montou (Karnak-nord 1990-1996), par Luc Gabolde, CNRS, et Vincent Rondot, ancien pensionnaire de l'IFAO.

### N° 137 d'octobre 1996
- Les collections « mineures » d'antiquités égyptiennes en Italie, par Patrizia Piacentini, professeur associé à l'université de Milan ;
- Nouvelles découvertes près de Douch : les archives d'un temple des oasis au temps des Perses, par Michel Chauveau, directeur d'études à l'EPHE - IVe section.

### N° 138 de mars 1997
- La division de l'Histoire d'Égypte et l'égyptologie moderne, par Jaromir Málek, président de l'Association Internationale des Égyptologues, Griffith Institute, Oxford ;
- Tanis, énigmes et histoires, par Philippe Brissaud, directeur de la mission française des fouilles de Tanis.

### N° 139 de juin 1997
- Cinq campagnes de fouilles à Saqqara, par Guillemette Andreu, conservateur du patrimoine, et Christiane Ziegler, conservateur général, département des Antiquités égyptiennes, Musée du Louvre ;
- Un champ d'observations : la restauration des sarcophages au Musée du Louvre, par Sylvie Colinart, LRMF, Marta Garcia Darowska, restauratrice, Élisabeth Delange, conservateur en chef, et Anne Portal, restauratrice.

### N° 140 d'octobre 1997
- Les escortes de la lune dans le complexe lunaire de Khonsou à Karnak, par Françoise Labrique, professeur à l'université libre de Bruxelles ;
- Le dipode. Des mats des voiliers de l'Ancien Empire à l'outil de levage et de manutention des blocs de pierre, par François Corrard.

### N° 141 de mars 1998
- Les fouilles de Tell Ibrahim Awad. Résultats récents, par Willem van Haarlem, conservateur au Allard Pierson Museum d'Amsterdam ;
- Les récentes découvertes dans la tombe de Ramsès II, par Christian Bernard Leblanc, chargé de recherches au CNRS, directeur de la mission archéologique de l'INET-Louvre à Thèbes-ouest.

### N° 142 de juin 1998
- Le Pharaon reconstruit. La figure du roi dans les textes littéraires après le Nouvel Empire, par Antonio Loprieno, professeur d'égyptologie et directeur du département de Langues et Cultures du Proche-Orient à l'université de Californie à Los Angeles (UCLA) ;
- Les ægyptiaca de la fouille sous-marine de Qaït-Bay, par Jean-Pierre Corteggiani, chargé des relations scientifiques et techniques de l'IFAO.

### N° 143 d'octobre 1998
- Le frère aîné d'Ekhnaton. Réflexions sur un décès prématuré, par Dietrich Wildung, directeur de l'Ägyptisches Museum und Papyrus Sammlung, Berlin ;
- Le néolithique de Haute Nubie. Traditions funéraires et structures sociales, par Jacques Reinhold, directeur de la section française auprès de la Direction des musées et des Antiquités soudanaises.

### N° 144 de mars 1999
- Deux groupes statuaires thébains réassemblés au Musée du Caire, par Hourig Sourouzian, chercheur, institut allemand ;
- Témoignages égyptiens de la région de Damas, par Ahmed Ferzat Taraqji, vice-directeur du centre al-Bassel ;
- La stèle de Ramsès II à Keswé et sa signification historique, par Jean Yoyotte, professeur honoraire au Collège de France.

### N° spécial
- 1949-1999 Cinquante ans de communications. Table des matières. Par auteur et par numéro.

### N° 145 de juin 1999
- La reconstruction à Karnak de la chapelle rouge d'Hatchepsout, par François Larché, directeur du Centre franco-égyptien d'étude des temples de Karnak.

### N° 146 d'octobre 1999
Célébration du bi-centenaire de la pierre de Rosette
- Le Lieutenant Bouchard, l'Institut d'Égypte et la pierre de Rosette, par Jean Leclant, secrétaire perpétuel de l'Académie des inscriptions et belles-lettres, vice-président de la Société française d'égyptologie ;
- Du texte au signe ; la pierre de Rosette et les premières collections d'antiquités égyptiennes, par Michel Dewachter, ingénieur de recherches au CNRS.

### N° 147 de mars 2000
- La tombe de Harouan et son importance pour la connaissance de l'Égypte ancienne, par Franscesco Tiradritti, directeur de la Mission Archéologique de Milan à l'Asassif ;
- Potiers et consommateurs dans l'Égypte ancienne. Sites et tessons, par Pascale Ballet, professeur à l'université de Poitiers.

### N° 148 de juin 2000
- Réflexions sur la Satire des métiers, par Alessandro Roccati, professeur à La Sapienza, Rome ;
- La collection égyptienne du Musée Dobrée à Nantes, par Guillemette Andreu, conservateur.

### N° 149 d'octobre 2000
- L'Elkab de l'Ancien Empire, par Luc Limme, responsable des collections égyptiennes des Musées royaux d'Art et d'Histoire de Bruxelles, directeur des fouilles belges à El Kab ;
- Les frontières des quatre premières dynasties, par Michel Baud, docteur en égyptologie, ancien membre scientifique de l'IFAO.

### N° 150 de mars 2001
- Fouilles à Ehnasya el Medina (Hérakléopolis Magna). Travaux et résultats récents‘‘, par Maria del Carmen Pérez Die, conservateur au Département des Antiquités Égyptiennes et du Proche-Orient, musée archéologique national de Madrid ;
- Tanis, résultats récents : 1997-2000, par Philippe Brissaud, directeur des fouilles de Tanis ;
- Deux villes en Maréotide : Taposiris Magna et Plinthine, par Marie-Françoise Boussac, directrice de l'Institut François Courby à Lyon.

### N° 151 de juin 2001
- Un autre regard sur la sculpture d'Amenhemhat III, par Rita Freed, conservateur en chef au Musée des Beaux-Arts (Boston) ;
- Stratigraphie d'un temple : le temple de Khnoum à Éléphantine du Nouvel Empire à la Période Ptolémaïque, par Cornelius von Pilgrim, sous-directeur de l'Institut Suisse de recherches sur l'Égypte ancienne, Le Caire ;
- Le Grand Kôm el-Ahmar de Menûfîyah et deux Naos du Pharaon Amasis, par Jean Yoyotte, professeur honoraire au Collège de France.

### N° 152 d'octobre 2001
- Évolution de la société dans le bassin de Kerma (Soudan), des derniers chasseurs-cueilleurs au premier royaume de Nubie, par Matthieu Honegger, maître-assistant à l'institut de préhistoire de l'université de Neuchâtel (Suisse) ;
- Gaza et l'Égypte de l'Époque Prédynastique à l'Ancien Empire : premiers résultats des fouilles de Tell es-Sakan, par Pierre de Miroschedji, directeur de recherche au CNRS.

### N° 153 de mars 2002
- Le dieu Harpocrate, quel nom ? quel champ d'action ?, par Annie Forgeau, maître de conférences à l'université de Paris IV-Sorbonne ;
- Le tombeau d'Osiris à Karnak : présentation des travaux récents, par François Leclère, ancien membre scientifique de l'IFAO.

### N° 154 de juin 2002
- Archéologie et conservation dans les chapelles de Sennefer et Aménénopé, par Roland Tefnin, professeur à l'université libre de Bruxelles ;
- Nouveaux aperçus de la vie anachorétique dans la montagne thébaine : les ostracas coptes de la tombe d'Aménénopé, par Chantal Heurtel, CNRS.

### N° 155 d'octobre 2002
- Les fouilles de Leyde dans la tombe de Méryneith à Saqqara - campagnes 2001 et 2002, par Dr Maarten J. Raven, conservateur du Département d'égyptologie du musée de Leyde (Pays-Bas), directeur de fouilles à Saqqarah ;
- La parenté de Toutankhâmon, par Marc Gabolde, maître de conférences, université Paul Valéry - Montpellier III.

### N° 156 de mars 2003
- Taxonomie des espèces animales dans l'Égypte gréco-romaine, par Alain Charron, conservateur du patrimoine au musée de l'Arles antique ;
- Les richesses méconnues de la littérature démotique, par Michel Chauveau, directeur d'études à l'École pratique des hautes études.

### N° 157 de juin 2003
- Hiérakonpolis 2003 : Exhumer un éléphant, par Renée Friedman, conservateur au British Museum, chef de la mission de Hiérakonpolis ;
- La frontière méridionale de l'Empire : les Égyptiens à Kurgus, par W. Vivian Davies, conservateur du département de l'Égypte et du Soudan antiques au British Museum ;
- Kouch en Égypte : une nouvelle inscription historique à El Kab, par W. Vivian Davies, conservateur du département de l'Égypte et du Soudan antiques au British Museum.

### N° 158 d'octobre 2003
- Les marches occidentales de l'Égypte : dernières nouvelles, par Rudolph Kuper, institut Heinrich-Barth, université de Cologne (Allemagne).

### N° 159 de mars 2004
- Un dieu sorti des marais ou les avatars d'une figure mal connue du panthéon égyptien, par Olivier Perdu, chaire de civilisation pharaonique du Collège de France ;
- Les trouvailles épigraphiques de l'Institut européen d'archéologie sous-marine dans la baie d'Abû Qîr, par Jean Yoyotte, professeur honoraire au Collège de France.

### N° 160 de juin 2004
- Organiser le culte idéal. Le Manuel du temple, par le Dr Joachim Friedrich Quack, université libre de Berlin ;
- Nouveaux vestiges des sanctuaires du Moyen Empire à Karnak. Les fouilles récentes des cours du VIe pylône, par Guillaume Charloux, Jean-François Jet et Emmanuel Lanoë, Centre franco-égyptien d'étude des temples de Karnak (CFEETK).

### N° 161 d'octobre 2004
- Le complexe funéraire de Rêdjédef à Abou Rawash : état des travaux après dix campagnes, par Michel Valloggia, professeur à l'Université de Genève ;
- Dendera : du sanatorium au tinctorium, par Sylvie Cauville, directeur de recherche au CNRS.

### N° 162 de mars 2005
- Le temple d'Amon à Dangeil (Soudan), par Salah Mohamed Ahmed el-Din, service des antiquités et musées du Soudan ;
- Le point sur les travaux de la Mission archéologique française du Bubasteion à Saqqara, par Alain Zivie, directeur de recherche au CNRS, vice-président de la SFE.

### N° 163 de juin 2005
- Éléphantine : cinq campagnes de fouilles dans la ville du 3e millénaire av. J.-C., par le Dr Dietrich Raue, membre de l'Institut allemand d'archéologie (Le Caire) ;
- La cour du IXe pylône à Karnak, par Charles Van Siclen III, collaborateur extérieur du Centre franco-égyptien d'étude des temples de Karnak (CFEETK).

### N° 164 d'octobre 2005
- La tombe de Rêhérychefnakht à Saqqarah-Sud, un chaînon manquant ?, par Catherine Berger-El Naggar, ingénieur de recherche au CNRS et Audran Labrousse, directeur de recherches au CNRS, directeur de la mission archéologique française de Saqqâra ;
- Les nouvelles fouilles de Tell Edfou, par Nadine Moeller, University College, Université d'Oxford.

### N° 165 de mars 2006
- Six campagnes archéologiques sur le site d'Ayn Soukhna, golfe de Suez, par Pierre Tallet, maître de conférences à l'université de Paris IV-Sorbonne ;
- La forteresse d'el-Hibeh : papyrus inédits de la XXIe dynastie, par Dominique Lefèvre, chargée de cours à l'École du Louvre.

### N° 166 de juin 2006
- Ounamon, roi de l'oasis libyenne d'Ighespep (El-Bahreïn) sous la XXXe dynastie, par Paolo Gallo, professeur à l'université de Turin ;
- Espace et mouvement; Considérations sur l'art égyptien et l'art moderne, par Dietrich Wildung, directeur de l'Ägyptisches Museum de Berlin.

### N° 167 d'octobre 2006
- Amenhotep III à Karnak. L'étude des blocs épars, par Suzanne Bickel, professeur aux universités de Bâle et de Fribourg ;
- Hatchepsout en Nubie, par Dominique Valbelle, professeur à l'université de Paris IV-Sorbonne.

### N° 168 de mars 2007
- Spiritualité égyptienne. Transmission et évolution, par Fayza Haikal, professeur à l'université américaine du Caire.

### N° 169/170 d'octobre 2007
- Les pistes millénaires du désert oriental de Nubie, par Alfredo et Angelo Castiglioni, du Centre de recherches dans le désert oriental ;
- Arpenter le désert autrefois et aujourd'hui, par Alessandro Roccati, professeur à l'université de Turin ;
- Kerma et l'exploitation des mines d'or, par Charles Bonnet, membre de l'Institut.

### N° 171 de mars 2008
- De la mer Rouge au pays de Pount : le port pharaonique à l'embouchure du Ouadi Gaouasis, par Rodolfo Fattovich, professeur à l'université l'Orientale de Naples ;
- Le rôle de la parallaxe dans l'iconographie d'Akhenaton, par Valérie Angenot, de l'institut oriental de l'université d'Oxford.

### N° 172 d'octobre 2008
- Karnak ou la quintessence de l'Égypte, par Sylvie Cauville, directeur de recherche au CNRS ;

- Le temple de Ptolémée XII à Athribis - Un temple pour Min(-Rê) ou pour Répit ?, par Christian Leitz, professeur à l'université de Tübingen.

### N° 173 de mars 2009
- L'inscription historique de Khnoumhotep à Dahchour, par James Peter Allen, professeur de la chaire d'égyptologie à la Brown University de Providence.

### N° 174 de juin 2009
- La transition entre le Napatéen tardif et l'Époque méroïtique, d'après les recherches sur la nécropole royale sud de Méroé, par Janice Yellin, professeur à Babson College (Boston) ;
- Le temple de Qasr el-Agoûz dans la nécropole thébaine, ou Ptolémées et savants thébains, par Claude Traunecker, professeur émérite, ancien directeur de l'Institut d'égyptologie de l'université de Strasbourg.

### N° 175 d'octobre 2009
- Un domaine royal de l'époque de Khéops/Khoufou à Cheikh Saïd/Ouadi Zabeida, par Harco Willems, professeur à la Katholieke Universiteit Leuven ;
- Retour à l'Île de Saï (Soudan, 2006-2009), par Didier Devauchelle, professeur à l'université Lille III et Florence Doyen, de l'université libre de Bruxelles.

### N° 176 de mars 2010
- La mort de la poésie : l'histoire des « Mémoires de Sinouhé », par Richard B. Parkinson du British Museum.

### N° 177/178 de juin/octobre 2010
- Prendre la mer à Ayn Soukhna au temps du roi Isési, par Pierre Tallet, maître de conférences à l'université Paris-Sorbonne.
- Amenhotep retrouvé. Données nouvelles sur l'organisation spatiale de la nécropole thébaine au Nouvel Empire, par Laurent Bavay, professeur-assistant à l'université libre de Bruxelles.

### N° 179 de mars 2011
- Remarques et hypothèses à propos d'une collection égyptienne : le cas de l'hôtel de Brissac, par Michel Dewachter, UMR 8167 du CNRS.
- Trésors d'archives : à la rencontre de la collection d'antiquités égyptiennes du musée Rodin, par Nathalie Lienhard, université Paris-Sorbonne.
- Enquête au sujet des fragments d'un couple colossal d'époque ptolémaïque conservé au musée royal de Mariemont, par Marie-Cécile Bruwier, directrice scientifique du Musée royal de Mariemont (Belgique).

### N° 180 de juin 2011
- Osiris de Ouadj-our : une nouvelle attestation provenant du ouadi Gaouasis (mer Rouge), par El-Sayed Mahfouz, professeur à l'université d'Assiout, attaché culturel de l'Ambassade d'Égypte à Québec.
- Une nouvelle inscription d'Aménenhat II au Gebel al-Hazbar (Sud-Sinaï), par Moutafa Resk Ibrahim, inspectorat du Sud-Sinaï, et Pierre Tallet, université Paris-Sorbonne.
- La statuaire royale de Sésostris Ier. Art et politique au début de la XIIe dynastie, par David Lorand, membre scientifique de l'IFAO.

### N° 181 d'octobre 2011
- In memoriam : Hommage à Christiane Desroches Noblecourt, par Guillemette Andreu-Lanoë, directrice du département des antiquités égyptiennes du Musée du Louvre.
- Les papyrus de Saqqâra. Enquête sur un fonds d'archives inédit de l'Ancien Empire, par Philippe Collombert, université de Genève.

### N° 182 de janvier 2012
- Les papyrus égyptiens de la Bibliothèque nationale de France : redécouverte d'une collection majeure, par Chloé Ragazzoli, chercheur rattaché à l'université d'Oxford et associé au CNRS.
- Nouvelles découvertes dans le désert oriental. Le ouadi Araba de la préhistoire à l'époque copte, par Yann Tristant, maître de conférences à l'université Maquarie (Australie).

### N° 183 de juin 2012
- Nouveaux projets de barrages au Soudan..., par Vincent Rondot, université de Lille III.
- Le Livre des morts dans les tombes monumentales de l'Assassif, par Silvia Einaudi, docteur en égyptologie, mission française de Louxor (TT33), mission russe de Louxor (TT23).
- Antinoüs, Varius, multiplex, multiformis deus, par Jean-Claude Grenier, professeur à l'université de Montpellier III.

### N° 184 d'octobre 2012
- Le programme décoratif des colonnes de la grande salle hypostyle de Karnak. Bilan de la mission canado-américaine de 2011, par Jean Revez, professeur agrégé au département d'histoire de l'université du Québec à Montréal, et Peter Brand, département d'histoire à l'université de Memphis (Tennessee).

### N° 185 de février 2013
- Le Louxor, temple pharaonique du septième art, retrouve sa splendeur d'antan, par Jean-Marcel Humbert, docteur en égyptologie, conservateur général honoraire du Patrimoine, président des Amis du Louxor.
- Les fragments décorés provenant de la tombe de Séthi Ier : fouilles de l'université de Bâle dans la vallée des Rois, par Florence Mauric-Barberio, docteur en égyptologie, chargée de cours à l'Institut Khéops et membre de la mission MISR de l'université de Bâle.

### N° 186/187 d'octobre 2013
- To be or not to be Mariette, par Élisabeth David, chargée d'études documentaires au département des Antiquités égyptiennes du Louvre.
- Les origines de Karnak et la genèse théologique d'Amon, par Luc Gabolde, université de Montpellier.
- Les collections de l'Égypte romaine du Louvre ou les contours toujours redessinés d'une province de l'Empire, par Florence Gombert-Meurice, conservateur du patrimoine, département des Antiquités égyptiennes du Louvre.
- Tell Dafana reconsidéré. Recherches récentes du British Museum sur le poste-frontière de Daphnae, par François Leclère, ingénieur de recherches EPHE.
- Mouweis, une ville de l'Empire de Méroé, par Marie Millet, archéologue, département des Antiquités égyptiennes du Louvre.

### N° 188 de février 2014
- Note sur une collection d'objets égyptiens et de papyrus hiératiques inédits, par Nathalie Lienhard, ingénieure de recherche, université Paris-Sorbonne (Paris IV) ;
- Étienne Drioton - L'Égypte, une passion, par Michèle Juret, conservatrice du musée municipal Josèphe Jacquiot à Montgeron (Essonne) ;
- Des papyrus du temps de Chéops au ouadi el-Jarf, par Pierre Tallet, maître de conférence en archéologie égyptienne, université Paris-Sorbonne (Paris IV).

### N° 189 de juin 2014
- Une prochaine exposition sur Sésostris III au palais des Beaux-Arts de Lille, par Guillemette Andreu-Lanoë, directrice honoraire du département des antiquités égyptiennes du musée du Louvre, et Fleur Morfoisse, conservateur du département des Antiquités et Objets d'art du palais des Beaux-Arts de Lille ;
- Mefkat, Térénouthis, Kôm Abou Billou : nouvelles recherches archéologiques sur la frange libyque du Delta, par Sylvain Dhennin, membre scientifique de l'Institut français d'archéologie orientale ;
- Les nouvelles inscriptions rupestres de Hatnoub, par Yannis Gourdon, ancien membre scientifique de l'Institut français d'archéologie orientale.

### N° 190 d'octobre 2014
- 40 ans de recherches menées par l'Institut d'égyptologie de Munich à Tounah el-Gebel : la nécropole animale et son association religieuse, par Mélanie Flossmann-Schütze, co-directrice de la mission germano-égyptienne de Tounah el-Gebel, Institut égyptologique et coptologique de Munich ;
- Theodor Kofler et les premières photographies aériennes de monuments égyptiens, par Patrizia Piacentini, professeur à l'université de Milan, responsable de la Bibliothèque et des Archives d'égyptologie.

### N° 191/192 de mars/juin 2015
- À propos de l'exposition au Louvre-Lens : Des animaux et des pharaons. Le règne animal dans l'Égypte ancienne, par Hélène Guichard, département des antiquités égyptiennes du Musée du Louvre ;
- Nouvelles données sur le temple d'Amenemhat Ier à Ermant, par Lilian Postel, université Lumière-Lyon 2 / HiSoMA UMR 5189 ;
- Le miroir brisé de la reine Tiyi : première saison du projet QSAP sur le temple de Sedeinga (Soudan), par Claude Rilly, CNRS-LLACAN ;
- À la recherche du magicien égyptien, par Frédéric Rouffet, collaborateur scientifique, université Paul Valéry, Montpellier - labex Archimède.

### N° 193/194 de novembre 2015/mars 2016
- Le papyrus hiératique iatromagique n° 47.218.2 du musée de Brooklyn, par Ivan Guermeur, CNRS université Paul Valéry, Montpellier 3 ;
- La stèle de Héni et la géographie de la frange orientale du Delta à l'Ancien et au Moyen Empire, par Claire Somaglino, université Paris Sorbonne ;
- La tombe du prêtre Padiamenopé (TT 33) : éclairages nouveaux, par Claude Traunecker et Isabelle Régen, université de Strasbourg et université Paul Valéry, Montpellier 3.

### N° 195/196 de juin/octobre 2016
- Les chapelles obsidiennes de Karnak. Aperçu des travaux récents, par Laurent Coulon ;
- Les amulettes-médiat à l'époque ramesside, par Sylvie Donnat ;
- Nag-el-Hamdulab au seuil de la Ire dynastie, par Stan Hendrickx ;
- Contribution à l'étude de la diffusion des livres de l'Au-delà aux particuliers : trois scènes du Livre du Jour et du Livre de la Nuit sur un ensemble funéraire de la XXIIe dynastie, par Frédéric Payraudeau.

### N° 197 de février/juin 2017
- Les tombes non-décorées de la vallée des Rois : perspectives sociales et historiques, par Susanne Bickel ;
- Héliopolis en 2017 : les fouilles égypto-allemandes dans le temple du soleil à Matariya/Le Caire, par Ayman Ashmawy & Dietrich Rue ;
- Un nouveau projet de publication sur l'époque libyenne : la tombe du prince Chéchonq, grand prêtre de Ptah, par Raphaële Meffre & Frédéric Payraudeau en collaboration avec Giuseppina Lenzo.

### N° 198 d'octobre 2017
- Les journaux de bord du règne de Chéops au ouadi el-Jarf : état des lieux, par Pierre Tallet ;
- Une oie, du sang et des serpents. Quelques réflexions à propos d'un rite du manuel de Tebtynis, par Lorenzo Medini ;
- Les découvertes spectaculaires de la mission ScanPyramids (2015-2017) et les perspectives offertes par la muographie, par Guillemette Andreu-Lanoë ;
- « Bons baisers d'Héliopolis » : la lettre de la dame Maâtka à sa sœur Iryt, par Chloé Ragazzoli et Pierre Tallet ;
- Le chantier de Médamoud et la table d'offrande de Nitocris, par Félix Relats Montserrat.

### N° 199 de mars/juin 2018
- Information sur la récente disparition d'archives de Mme Alice de la Brière, née Champollion-Figeac, par Michel Dewachter ;
- Une nouvelle paire de sphinx dans l'Iséum Campense, par Olivier Perdu ;
- Douze campagnes de fouille au Trésor de Shabaka à Karnak : archéologie d'une institution économique, par Nadia Licitra ;
- Quelques mises au point à propos de la Grande Pyramide, par Jean-Pierre Corteggiani ;
- Les Recommandations aux prêtres : un état des lieux, par Nicolas Leroux ;
- Creuser une tombe dans la colline thébaine : le projet archéologique « Life Histories of Theban Tombs » de l'université de Bâle, par Andrea Loprieno-Gnirs ;
- Enquête épigraphique, stylistique et historique sur les blocs du lac sacré de Mout à Tanis : commentaires à propos d'un ouvrage récemment paru, par Raphaële Meffre et Frédéric Payraudeau.

### N° 200 de novembre 2018/janvier 2019
- Louis Fougerousse (1879-1953), architecte et portraitiste de la Mission Montet à Tanis. À propos d'archives récemment retrouvées, par Patrice Le Guilloux ;
- De Numeris, par Sylvie Guichard ;
- Le système de construction par assises régulières : analyse et interprétations de l'appareil du temple d'opte à Karnak, par Emmanuel Laroze ;
- Sur les rives du lac : l'art de vivre des serviteurs des dieux de Karnak, par Aurélia Masson ;
- Les papyrus funéraires du clergé thébain à la XXIIe dynastie : continuités et ruptures dans les textes de l'au-delà, par Giuseppina Lenzo.

#### Supplément au bulletin N° 200
- Numéro d'inventaire, d'entrée, de collection... État de la question, par Sylvie Guichard et Catherine Bridonneau.

### N° 201 d'avril/juin 2019
- Qu'entend-on par « littéraire » et « littérature » s'agissant de l'Égypte pharaonique ?, par Pascal Vernus ;
- L'écrivain à l'œuvre. De l'Ancien au Moyen Empire, par Bernard Mathieu ;
- La littérature de scribe au Nouvel Empire, ou pourquoi les miscellanées ne sont pas des textes scolaires, par Chloé Ragazzoli ;
- El-Hassa 2018 : en 100 apr. J.-C., un nouveau temple à Amon dans l'île de Méroé. Les acquis et les questions, par Vincent Rondot, Georgio Nogara ;
- Les graffiti démotiques du domaine d'Amon à Karnak : des chiffres et des lettres, par Ghislaine Widmer ;
- Archéologie urbaine dans une nécropole monumentale : Assassif 2017-2018 (Ifao/Université de Strasbourg), par Frédéric Colin.

### N° 202 d'octobre 2019/février 2020
- L'octaétéride et la chronologie de l'Ancien Empire : prolégomènes, par Aurore Ciavatti, Sorbonne université - UMR 8167 ;
- Edfou au VIIe siècle après J.-C. : l'apport de la « jarre aux papyrus », par Anne Boud'hors, CNRS - Institut de recherche et d'histoire des textes ;
- Montouhotep-Resséneb : un gouverneur oublié d'Éléphantine du milieu de la XIIIe dynastie, par Julien Siesse, Musée du Louvre ;
- La pierre de Palerme et les fragments associés. Nouvelles découvertes sur les plus anciennes annales royales égyptiennes, par Massimiliano Nuzzolo, Université Charles, Prague - IKŚIO-Pan, Varsovie ;
- « Ramessiser » des statues, par Simon Connor, Université de Liège ;
- Une rencontre dans la grande cour du temple de Karnak en 1860. Émile Prisse d'avenues et Jakob August Lorent, par Alain Arnaudès, CNRS - UMS 2409.

### N° 203 de 2020
Colloque du Musée de Grenoble ; première partie : Le clergé à travers la documentation la nécropole thébaine des Libyens aux Saïtes
- Le programme décoratif des tombes tardives de l'Assassif : reflet de croyances, pratiques cultuelles et savoir, par Silvia Einaudi, EPHE Paris ;
- Nouveaux documents du Rituel des heures du jour et du Rituel des heures de la nuit sur les cercueils des XXVe-XXVIe dynasties et plus tardifs, et autres textes basés sur les heures, par Erhart Graefe, Université de Münster ;
- Les ouchebtis de la région thébaine à l'époque saïte : particularités locales et apports prosopographiques, par Raphaële Meffre, CNRS UMR 8157 / Orient & Méditerranée ;
- Les plus beaux cercueils du monde. Le projet iconographique de l'université de Varsovie : les cercueils de la XXIe dynastie, par Andrzej Niwiński, Faculté d'archéologie de l'université de Varsovie ;
- Self-Presentation of the šmst-ˁȝt n dwȝt nṯr Irtieru in her Tomb (TT 390) in the South Asasif Necropolis, par Elena Pischikova, South Asasif Conservation Project ;
- Le rôle de Haroua, grand majordome de la divine adoratrice, dans la gestion du pouvoir à Thèbes entre la fin du VIIIe et le début du VIIe siècle, par Francesco Tiradritti, Mission archéologique italienne à Louqsor.

### N° 204 de 2021
Colloque du Musée de Grenoble ; deuxième partie : Le clergé, sa place dans la société et ses activités dans le temple
- La commémoration des élites thébaines : les réseaux relationnels mobilisés dans les appels aux vivants des adoratrices du dieu, par Vanessa Desclaux, BnF - Université Lumière-Lyon 2 - UMR 5189, HISoMA ;
- La statue de Karomâmâ, une iconographie en question, par Florence Gombert-Meurice, Musée du Louvre - PSL-EPHE - UMR 8546, AOrOc ;
- Pouvait-on faire carrière à Thèbes sous la XXIe dynastie ? Histoire de la mobilité sociale, par France Jamen, Université Lumière-Lyon 2 - UMR 5189, HISoMA ;
- Un dévot de Mout « salvatrice » au service d'Amon, par Frédéric Payraudeau, Sorbonne Université - UMR 8167 ;
- L'oracle d'Amon à Thèbes à la lumière de son personnel, par Olivier Perdu, Collège de France, chaire de Civilisation pharaonique ;
- Montou priestly families and the cults of Amun and Osiris, par Cynthia M. Sheikholeslami, American University, Le Caire ;
- L'expression de la filiation à la XXIe dynastie : reflet d'une réalité historique ou simple effet de mode ? L'exemple du Livre des Morts, par Annik Wüthrich, OREA Institut, Vienne.

### N° 205 de 2021
- Découvertes chromatiques dans les carrières du ouadi Hammamat, par Vincent Morel, UMR 9546 - Archéologie et Philologie d'Orient et d'Occident et Jean-Guillaume Pelletier, Sorbonne Université ;
- L'inscription hiéroglyphique comme composition visuelle : la façade d'Hirkhouf à Qoubbet el-Haoua, par Julie Stauder-Porchet, Université de Genève ;
- L'artisanat à la porte d'un temple thébain : actualité des fouilles de Médamoud, par Félix Relats Montserrat, Ifao, Le Caire ;
- De la XVIIIe dynastie au début de l'époque romaine : l'histoire revisitée de Kôm el-Nogous / Plinthine en Maréotide, par Bérangère Redon, CNRS HisoMA, Lyon ;
- Entre agriculture et pastoralisme : le village rural d'El-Deir (oasis de Kharga) face aux pulsations climatiques au 1er siècle avant notre ère, par Gaëlle Tallet, Université de Limoges, EA 4270 Criham.

### N° 206 de mai 2022
- La gestion des stocks céréaliers en Égypte au Moyen Empire, par Adeline Bats, UMR 9167, Orient & Méditerranée, Sorbonne Université ;
- Trois nouveaux papyrus au Louvre : Les papyrus Reverseaux, par Christophe Barbotin, Département des Antiquités égyptiennes, musée du Louvre ;
- Balat, un palais des gouverneurs de l'oasis de Dakhla (VIe dynastie - Première Période intermédiaire), Travaux de l'IFAO, par Georges Soukiassian, IFAO.

### N° 207 de novembre 2022
- L'Aventure Champollion. Dans le secret des hiéroglyphes, par Vanessa Desclaux, Bibliothèque nationale de France ;
- Artistes et écriture hiéroglyphique dans l'Égypte des pharaons, par Dimitri Laboury, FNRS - Université de Liège ;
- Quand lire n'est pas comprendre... Le déchiffrement inachevé du méroïtique, par Claude Rilly, CNRS / EPHE ;
- Mission archéologique de l'Ifao à Dendara. Le territoire du temple, par Pierre Zignani CNRS, UMR 7065 et Yann Tristant Université KU Leuven ;
- Travaux archéologiques de la mission française de Coptos (2002-2022) : résultats et perspectives, par Laure Pantalacci Université Lumière Lyon 2/ UMR 5189.

### N° 212 de mai 2025
- Faire entrer le temple dans la tombe : Séramon, Soutymès et le renouveau du mobilier funéraire au début de la XXIe dynastie, par Émil Joubert, Projet VariGraph - Université de Liège ;
- MERYT : un modèle chronologique pour l'Ancien Empire égyptien, par Anita Quilès, CEA Paris-Saclay ;
- La photographie aérienne l'égyptologie vue du ciel, par Alain Arnaudès, Centre de documentation de l'Institut du collège de France ;
- La médaille du centenaire de la mort de Jean-François Champollion, par Antoine Clerc, numismate.